# UCI Women's ProTeam
Cet article concerne les ProTeams féminines. Pour les ProTeams masculines, voir UCI ProTeam.
Cet article concerne les ProTeams. Pour les WorldTeams, voir UCI Women's WorldTeam.
Une UCI Women's ProTeam (en français UCI ProTeam féminine) est une équipe cycliste sur route féminine de deuxième division selon l'Union cycliste internationale (UCI). Cette dénomination est créée à partir de la saison 2025 et se place en-dessous de la catégorie des UCI Women's WorldTeam, à l'instar de la catégorie masculine des UCI ProTeam, créée en saison 2020.
Les autres équipes féminines reconnues par l'UCI sont les équipes cyclistes continentales.

## Identité, nom et nationalité
Une UCI Women's ProTeam se compose du responsable financier, des sponsors (y compris jusqu'à trois sponsors principaux), des coureuses et des autres employés de l'équipe (manager, entraîneur, médecin d'équipe, assistant, mécanicien, etc.) avec un minimum fixé par l'UCI d'un directeur sportif et de trois employés.
Le nom d'une UCI Women's ProTeam doit être soit celui de la firme ou de la marque d'un ou plusieurs des sponsors principaux, soit le nom du responsable financier.
La nationalité d'un UCI ProTeam est éventuellement déterminée par le siège du responsable financier de l'équipe ou le pays dans lequel se commercialise un produit, un service du ou d'un sponsor principal.

## Licence
L'UCI attribue des licences d'UCI Women's ProTeam sur la base de critères sportifs, éthiques, financiers, administratifs et organisationnels. Les équipes licenciées sont appelées UCI Women's ProTeam et doivent être réenregistrées chaque année. La licence peut expirer si ces critères ne sont pas remplis. Cette licence est détenue et exploitée exclusivement par le responsable financier de l'UCI Women's ProTeam. 
Le critère éthique concerne en particulier la question du dopage. Le critère administratif concerne en particulier le respect des règles d'octroi de licences, par ex. la soumission des contrats et leur respect des règles. Le critère financier concerne la capacité à faire face aux engagements.
Si plus d'équipes répondent à ces critères que de licences disponibles, le critère sportif est utilisé. 
Les deux meilleures UCI Women's ProTeams de l'année sont automatiquement qualifiées pour toutes les courses de l'UCI World Tour féminin de la saison suivante.

## Coureuses
Les coureuses enregistrées au sein de chaque UCI Women's ProTeam sont des cyclistes professionnelles. Leurs conditions de travail minimales sont réglementées par les règlements de l'UCI. Le salaire minimum diffère en fonction de leur statut (néo-pro ou non néo-pro), leur contrat (dépendant ou indépendant), l'année (augmente au fur et à mesure).
Le nombre minimum de coureuses par équipe est de dix tandis que le maximum de coureuses est de 18 à 20 en fonction du nombre de coureuses néoprofessionnels : (18 si 0 néo, 19 si 1 néo, 20 si 2 néo).
En outre, une UCI Women's ProTeam peut engager jusqu'à deux coureuses comme stagiaires à partir du 1er août de chaque année, mais elles ne sont pas autorisées à prendre part aux courses de l'UCI World Tour féminin.